# Edgar & Ellen
Pour les articles homonymes, voir Ellen.
Edgar et Ellen est une série télévisée d'animation canadienne en 32 épisodes de 24 minutes créée et adaptée du livre du même nom par Charles Ogden et diffusée entre le 7 octobre 2007 et le 30 octobre 2008 sur YTV.
Au Québec, la série est diffusée à partir de mai 2008 à la Télévision de Radio-Canada, et en France sur Nickelodeon.

## Synopsis
Edgar et Ellen sont frères et sœurs. Ils font des farces et blagues à d'autres personnes et surtout à la princesse Stéphanie. Quelquefois, ils tombent dans leur propre piège.

## Voix
- Joël Legendre : Edgar
- Aline Pinsonneault : Ellen
- Élisabeth Lenormand : Stéphanie
- Tristan Harvey : Maire Knightleigh

 Source et légende : version québécoise (VQ) sur Doublage.qc.ca

## Épisodes
Des segments de deux minutes ont été produits avant la série. Des spéciaux ont aussi été produits, dont :
- Edgar & Ellen: Accept No Substitute diffusé le 4 septembre 2006[3] ;
- Edgar & Ellen: Trick or Twins diffusé le 19 octobre 2006[4] ;
- Edgar & Ellen: Winter Special diffusé le 6 décembre 2006[5] ;
- Edgar & Ellen: Crushed diffusé le 11 février 2007[6] ;
- Edgar & Ellen: Nobody’s Fool diffusé le 1er avril 2007[7] ;
- Edgar & Ellen: Summer Retreat diffusé le 27 juin 2008[8].